# Otto Hugo

Otto Hugo 1919

Otto Hugo (* 22. April 1878 in Essen; † 1. Februar 1942 in Osnabrück) war ein deutscher Politiker, Mitbegründer der Deutschen Volkspartei (DVP) und Lobbyist der rheinisch-westfälischen Schwerindustrie.

## Leben und Beruf
Otto Hugo wuchs in der Gründerzeit des Deutschen Kaiserreichs auf als Sohn des in Quakenbrück tätigen preußischen Wegebaumeisters Carl Heinrich Hugo (1838–1900) und der Christine Marie Wilhelmine (1851–1885), Tochter des Bauern Vehring in Bad Essen.
Nach seinem Abitur studierte Hugo, der evangelischen Glaubens war, Chemie, Nationalökonomie und Geschichte an den Universitäten Marburg und Münster, wo er 1905 auch zum Doktor der Philosophie promoviert wurde. 1900 wurde er Mitglied der Burschenschaft Arminia Marburg.
Im Jahr 1907 heiratete Otto Hugo die Grete (1884–1953), Tochter des in Quakenbrück tätigen Kaufmannes Martin Eiben Preemann, mit der er einen Sohn und zwei Töchter hatte.
Ab 1912 und bis hinein in den Ersten Weltkrieg im Jahr 1916 arbeitete Hugo als Chefredakteur des in Hannover im Verlag der Gebrüder Jänecke erschienenen Tageszeitung Hannoverscher Courier. Anschließend wechselte er nach Berlin, von wo aus er die Geschäftsleitung der Nationalliberalen Partei für das gesamte Deutsche Reich ausübte.
Nach Tätigkeiten in der Industrie war er ab 1924 Geschäftsführer der Industrie- und Handelskammer Bochum und ab 1935 auch Hauptgeschäftsführer der Wirtschaftskammer Westfalen-Lippe. Sein Versuch, im Mai 1933 auch die Leitung des Deutschen Industrie- und Handelskammertages zu übernehmen, scheiterte jedoch. Wegen despektierlicher Äußerungen über Adolf Hitler und seiner guten Kontakte zum Leipziger Oberbürgermeister Carl Friedrich Goerdeler musste er 1939 seine Wirtschaftsämter aufgeben und wurde vorübergehend inhaftiert.
Seine (inzwischen aufgelöste) Grabstätte befand sich auf dem evangelischen Friedhof in Quakenbrück.

## Partei
Im Kaiserreich gehörte Hugo der Nationalliberalen Partei an. Er war 1918 entscheidend mitbeteiligt an der Umwandlung dieser Partei in die Deutsche Volkspartei. In der Endzeit der Weimarer Republik war Hugo, der zum rechten Flügel der Partei gehörte, stellvertretender Parteivorsitzender. Nach den Märzwahlen 1933 sprach er sich für einen Anschluss der DVP an die NSDAP aus, was der Parteivorsitzende Eduard Dingeldey jedoch ablehnte. Hugo beantragte am 2. Juli 1937 die Aufnahme in die NSDAP und wurde rückwirkend zum 1. Mai desselben Jahres aufgenommen (Mitgliedsnummer 4.683.721).

## Abgeordneter
Hugo war 1919/20 für die Deutsche Volkspartei Mitglied der Weimarer Nationalversammlung. Anschließend war er bis 1933 Reichstagsabgeordneter. Im Reichstag trat er als wichtiger Lobbyist der rheinisch-westfälischen Schwerindustrie auf.

## Veröffentlichungen (Auswahl)
- Die christlichen Gewerkschaften. In: National-Zeitung, Nr. 588, 16. Dezember 1909, S. 1; National-Zeitung, Nr. 589, 17. Dezember 1909, S. 1.
- Erzberger reif für den Staatsgerichtshof. In: Heidelberger Zeitung, 15. August 1919.